# Dunea, Smolean
Dunea (în bulgară Дуня) este un sat în comuna Nedelino, regiunea Smolean,  Bulgaria. 

## Demografie
Componența etnică a satului Dunea
     Bulgari (83,67%)
     Nicio identificare (16,32%)
     Altele (0%)
La recensământul din 2011, populația satului Dunea era de 49 locuitori. Din punct de vedere etnic, majoritatea locuitorilor (83,67%) erau bulgari. Pentru 16,32% din locuitori nu este cunoscută apartenența etnică.